# Anno 1701
Anno 1701 is een simulatie- en real-time strategyspel, ontwikkeld door Related Designs en uitgegeven door Sunflowers. Het spel werd in Duitsland uitgebracht op 26 oktober 2006. Het is het vervolg op Anno 1503: The New World en het derde deel in de Anno serie. Anno 1404 is de opvolger van Anno 1701.

## Overzicht

### Omgeving
Een van de meest zichtbare veranderingen in vergelijking met eerdere delen is het gebruik van een volledige 3D wereld terwijl vorige delen een isometrisch weergegeven wereld gebruikten. In vorige delen kon men alleen één niveau in- en uitzoomen en rotaties van 90° maken.
In Anno 1701 heeft het noordelijk gebied een mild klimaat met voornamelijk bossen en in het zuiden heerst er een mild tot tropisch klimaat. In de noordelijke zones wonen de Aziaten en Irokezen terwijl in het zuiden de Azteken en de Indianen leven. Zowel in het noorden als in het zuiden kan men graan produceren, vissen en dieren houden, zoals schapen, paarden en koeien. Ook zijn er grondstoffen te vinden zoals ertslagen en klei. De ruwe materialen (grondstoffen die nog niet verwerkt zijn tot een product) verschillen per zone. In het noorden vindt men bloesem, honing, hop, marmer en walvissen en in het zuiden suikerriet, tabak, cacao, edelstenen en goud.
Tijdens het spel kan de nederzetting getroffen worden door verscheidene (natuur)rampen:
- een aardbeving dan ontstaan er grote scheuren in de aarde
- brand: als er brand uitbreekt in een beginnende nederzetting zullen de inwoners trachten deze te blussen met emmers water. Wanneer de bevolking een hoger ontwikkelingsniveau heeft bereikt, zullen zij minder geneigd zijn dit zelf te doen waardoor het gewenst is brandweerkazernes in de nederzetting te hebben om de brand te bestrijden. Ook kan brandbestrijding effectiever gebeuren wanneer er kazernes in de nederzetting gebouwd zijn.
- de pest dit is nadelig voor de stad de vrijhandelaar en andere spelers leggen niet meer bij je haven aan je kan dit voorkomen met een dokter beschikbaar vanaf burgers
- een rattenplaag
- vulkaanuitbarstingen (wanneer de nederzetting zich in de buurt van een vulkaan bevindt): een vulkaanuitbarsting kan een nederzetting geheel of gedeeltelijk vernietigen, er ontstaan branden die kan je blussen met een brandweer kazernes.
- tornado's een tornado neemt alles mee op zijn pad: huizen, fabrieken en bomen, het kan ook schepen opslokken

### Eregasten(Guests of Honour)
Gedurende het spel kunnen bepaalde belangrijke personen, eregasten, een nederzetting bezoeken. Het bezoek van een eregast heeft een positief effect op de gebeurtenissen in en rond die nederzetting. Deze bezoeken kunnen op elk ontwikkelingsniveau plaatsvinden wanneer er vrede heerst en wanneer de bevolking van de nederzetting gelukkig is. De nederzetting dient ook op de handelsroute van een vrije handelaar te liggen aangezien de gast per schip arriveert en later ook weer vertrekt. Een eregast verblijft enige tijd in de nederzetting en de speler kan gebruikmaken van de diensten of vaardigheden van de eregast. De volgende eregasten kunnen een nederzetting bezoeken:
- The Smith: Deze eregast vestigt zich tijdelijk in de nederzetting en produceert gereedschap (tools) voor de speler. Dit gereedschap kan gebruikt worden voor de ontwikkeling van de nederzetting.
- The Beer wagon: Deze eregast brengt gratis bier voor iedereen in de nederzetting - hierdoor wordt de bevolking gelukkiger en deze gast kan uitkomst bieden wanneer de economie nog niet zelf in staat is voldoende bier voor de gehele nederzetting te produceren.
- The Captain: Het bouwen van schepen gaat sneller en het kost minder wanneer deze eregast in de nederzetting aanwezig is.
- The Inventor: Het uitvoeren van onderzoek gaat sneller wanneer deze gast in de nederzetting aanwezig is.
- The Commander: Het trainen van het leger is goedkoper en het verloopt sneller wanneer deze eregast in nederzetting aanwezig is.
- The Bishop: De nederzetting wordt niet getroffen door rampen wanneer de bisschop de nederzetting bezoekt.
- The Company of entertainers: Deze gasten vermaken de bevolking waardoor deze gelukkiger wordt.
- The Itinerant Preacher: Deze persoon verkoopt aflaten en zorgt zo voor meer geld.
- The Queen: Verklaart onafhankelijkheid, je kan geen hulp meer vragen aan de koningin.

### Inwoners(Inhabitants)
De inwoners van een nederzetting doorlopen, net zoals in de vorige Anno spellen, de volgende ontwikkelingsniveaus:
- Pioniers: Het allereerste ontwikkelingsniveau van de inwoners van een nederzetting. Ze leven in eenvoudige houten huizen en hebben slechts enkele basisbehoeften zoals eten en een plaats waar ze kunnen samenzijn.
- Kolonisten: Als de inwoners meer behoeften krijgen, kunnen ze het niveau van Settlers bereiken. Op dit niveau hebben ze ook behoefte aan textiel en een kerk.
- Burgers: Op het niveau van kolonisten hebben de inwoners naast alcohol en tabak ook behoefte aan educatie.
- Kooplieden: De nieuwe basisbehoeften van dit ontwikkelingsniveau zijn vermaak, lampolie en chocolade.
- Edelen: Het hoogste ontwikkelingsniveau en de behoeften op dit niveau zijn koloniale goederen, macht, parfum en juwelen.

Bij elke overgang naar een hoger ontwikkelingsniveau worden er ook allerlei nieuwe gebouwen beschikbaar voor de speler.

### Inwoners en de ontwikkelingsniveaus
| Ontwikkelingsniveau | Behoeftes (goederen)                | Behoeftes (gebouwen)       |
| ------------------- | ----------------------------------- | -------------------------- |
| Pioniers            | Voedsel                             | Stadscentrum (gemeenschap) |
| Kolonisten          | Stof                                | Kapel (geloof)             |
| Burgers             | Alcohol, Tabak                      | School (educatie)          |
| Kooplieden          | Lampenolie, Chocolade               | Theater (vermaak)          |
| Aristocraten        | Koloniale goederen, Juwelen, Parfum | Senaat (macht)             |

## Krijgsmacht

### Militaire gebouwen
Hieronder staan de militaire trainingsgebouwen:
- Wachthuisje

Dit is het kleinste militaire gebouw. Hier kunnen alleen militia's en hellebaardiers geproduceerd worden. Dit gebouw is beschikbaar vanaf het ontwikkelingsniveau Kolonisten.
- Garnizoen

In het garnizoen kunnen militia's, hellebaardiers, grenadiers en mortieren geproduceerd worden. Dit gebouw is beschikbaar vanaf het ontwikkelingsniveau Burgers
- Fort

Het fort is het allergrootste militaire gebouw. Hier kunnen militia's, hellebaardiers, grenadiers, lansiers, ridders, mortieren en howitzers geproduceerd worden. Het fort is beschikbaar vanaf ontwikkelingsniveau Kooplieden.
Hieronder staan de militaire verdedigingsgebouwen:
- Stadsmuren

Deze muren zijn zeer effectief tegen vijandelijke aanvallen en ze houden het een lange tijd uit tegen de vijand. Als je muren over wegen heen bouwt, vormt zich vanzelf een poort. Door deze poort kunnen geen vijanden.
- Wachttorens

Wachttorens zijn al beschikbaar vanaf ontwikkelingsniveau Kolonisten en uiterst effectief als preventieve bescherming. De torens hebben een grote actieradius en kunnen vijanden al van ver herkennen.
- Kanonnentorens

Kanonnentorens kunnen vijanden al van zéér ver herkennen. De kanontoren zal automatisch beginnen te vuren zodra er een vijand binnen de actieradius komt.

### Leger
Het leger is onderverdeeld in drie groepen: infanterie, cavalerie en artillerie. Militia's, hellebaardiers en grenadiers horen bij de infanterie. Lansiers te paard en ridders bij de cavalerie en mortieren en howitzers bij de artillerie. Voor de cavalerie moet eerst wetenschappelijk onderzoek naar het fokken van paarden worden gedaan.
- Militia's

Dit zijn de goedkoopste eenheden. Maar ze zijn ook het lichtst uitgerust, en het gemakkelijkst te verslaan.
- Hellebaardiers

Hellebaardiers zijn al iets sterker dan de militia's, maar ze zijn nog steeds zwak. Bovendien lopen de Hellbaariders langzaam vanwege hun zware uitrusting. Ze zijn vooral effectief bij aanvallen van cavalerie.
- Grenadiers

Grenadiers hebben een verwoestend effect op gebouwen en troepen op een afstandje, maar ze zijn gemakkelijk te verslaan door ze direct aan te vallen. Grenadiers zijn vooral effectief om grote schade aan te brengen aan de infrastructuur van een tegenstander.
- Lansiers te paard

Lansiers te paard zijn goedkoper dan ridders. Maar bij aanvallen van militia's zijn ze bijzonder in het voordeel door hun hoogte en de kracht van het paard. Ook goed voor het vernietigen van artillerie. Lansiers te paard zijn in het nadeel bij een aanval van hellebaardiers
- Ridders

Ridders zijn sterker en krachtiger dan lansiers te paard. Ze hebben een goed aanvalsvermogen en zijn geschikt voor aanval op alle troepen.
- Mortieren

Mortieren zijn verplaatsbare kanonnen en zijn uiterst langzaam. Maar als ze in stelling gebracht zijn, zijn ze ook vernietigend voor alle infrastructuur en schepen. Ze hebben minder verdedigingskracht dan anderen en moeten daarom beschermd worden door ander troepen.
- Howitzers

Howitzers zijn speciaal ontwikkelde kanonnen om te verplaatsen. Ze zijn sneller in herladen en kunnen uiterst nauwkeurig schieten. Ze hebben een grotere actieradius dan mortieren.

### Marine
- Klein Oorlogsschip

Dit schip heeft 1 ruimte voor goederen (40ton), 12 kanonnen en erg geschikt om handelsschepen zonder verdediging te escorteren. Ze zijn echt effectief als ze met drie tegelijk in de aanval gaan.
- Groot oorlogsschip

Dit schip is de Koning van de Zee. Met 2 ruimtes voor goederen (80ton) en 24 kanonnen. Vijandelijke piratenschepen en kleine oorlogsschepen zijn kansloos tegenover dit bakbeest.

## Ontvangst
| \| Recensiescore \| Recensiescore \| \| Publicist \| Score \| \| --------------- \| ------------- \| \| Power Unlimited \| 82/100[1] \| |        |
| Recensiescore |        |
| Publicist | Score  |
| Power Unlimited | 82/100 |